# Empoasca zyxa
Empoasca zyxa är en insektsart som beskrevs av Caldwell 1952. Empoasca zyxa ingår i släktet Empoasca och familjen dvärgstritar. Inga underarter finns listade i Catalogue of Life.